# Ralf Pittelkow
Ralf Pittelkow, född den 9 april 1948 i Sønderborg, är en dansk litteraturvetare, tidigare politisk kommentator på Morgenavisen Jyllands-Posten och flitigt verksam som debattör i både radio och TV.
Pittelkow blev student vid Sønderborg Statsskole 1966 och mag.art. i litteraturvetenskap vid Köpenhamns universitet i 1973. Från 1973 till 1992 var han adjunkt och lektor vid Institut for Litteraturvidenskab vid Köpenhamns universitet. I 17 år, fram till slutet av 2011, var han politisk kommentator på Morgenavisen Jyllands-Posten. Därefter blev han ansvarig redaktör för Den Korte Avis.
Pittelkow har varit personlig rådgivare åt Poul Nyrup Rasmussen och har i många år varit gift med politikern Karen Jespersen. Tillsammans med henne har han skrivit ett antal böcker. Pittelkow har som sin hustru varit engagerad i både Venstresocialisterne och Socialdemokraterna.
1997 mottog han Laust Jensen-priset.
Pittelkow utgav självbiografin Mit liv som dansker 2009.